# Rømmegrøt

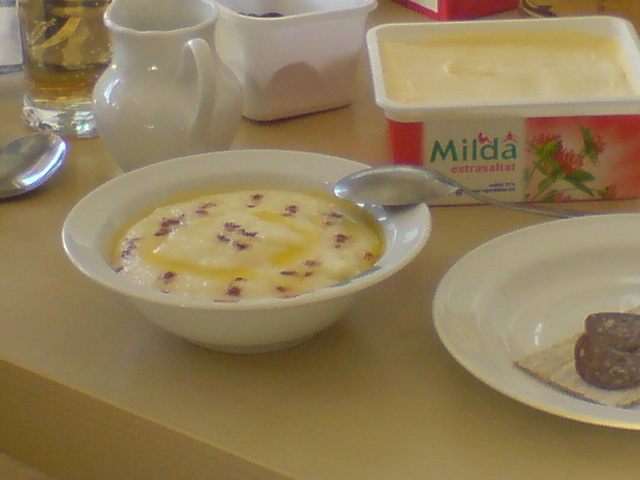
Rømmegrøt.

El rømmegrøt es una gacha noruega hecha de crema agria, leche, harina de trigo, mantequilla y sal.
Rømme es una palabra noruega que significa 'sopa de crema agria' y grøt significa 'gacha'.  Tradicionalmente, el rømmegrøt es una delicia preparado para ocasiones especiales, como días festivos. Es considerado como plato noruego tradicional. Las recetas varían según la región del país.
El rømmegrøt es una crema espesa. Generalmente se le rocía con mantequilla y espolvorea con azúcar y canela en polvo. Normalmente se come junto con carne curada.